# Robert Delpire
Pour les articles homonymes, voir Delpire.
Robert Delpire, né le 24 janvier 1926 et mort le 26 septembre 2017 à Paris, est un éditeur, galeriste, producteur de cinéma, publicitaire et commissaire d'exposition français, spécialisé dans le domaine de la photographie. Il est le fondateur du Centre national de la photographie.

## Biographie
Né d'un père ouvrier, Robert Delpire entreprend des études de médecine, joue au basket dans l'équipe universitaire et fréquente la Maison de la médecine, qui regroupe les activités culturelles et sportives des étudiants. 

### Auteur et éditeur
En 1950, âgé de 23 ans, il se voit confier la responsabilité du journal de la Maison de la médecine, : il transforme ce journal en une « luxueuse revue » culturelle d'avant-garde qu'il rebaptise Neuf,,,, et qu'il finance grâce aux laboratoires pharmaceutiques,. Il réunit dans cette revue littérature, photographie et dessin : sans être introduit dans les milieux culturels de l'époque, il entre en contact avec des écrivains comme Georges Duhamel, André Breton, Claude Roy, Henry Miller, Jacques Prévert, avec des photographes comme Henri Cartier-Bresson, Robert Doisneau, Brassaï ou Robert Frank et avec des dessinateurs comme André François, Saul Steinberg qu'il publie dans sa revue,. De ses rencontres avec ces artistes naissent des amitiés artistiques et Robert Delpire abandonne ses études de médecine.
Dans la continuité de la revue Neuf qu'il animait, il fonde en 1955 une maison d'édition à son nom, les éditions Delpire, à laquelle il associe comme directeur artistique Pierre Faucheux et fait collaborer le plasticien Jacques Monory et l'écrivain Alain Bosquet. Puis il devient directeur artistique de la revue L'Œil dont il invente la forme visuelle, ; il reste huit ans à la direction artistique de L'Œil.
Aux éditions Delpire, il publie Brassaï, Cartier-Bresson et Josef Koudelka, il découvre Robert Frank dont il décide d'éditer un livre de photographies sur son prochain voyage aux États-Unis. Ce livre, Les Américains, publié en 1958 dans le cadre de la collection « Encyclopédie essentielle », est un échec commercial, mais deviendra un livre culte sur l'histoire de la photographie,,. Robert Delpire publie également des dessinateurs comme son ami André François (Les Larmes de crocodile, 1956) ou Maurice Sendak (Max et les maximonstres, 1967). 
En 1963, il ouvre une galerie à Saint-Germain-des-Prés où il expose photographes, illustrateurs et graphistes,. Il produit également des films, en particulier Qui êtes-vous, Polly Maggoo ? (1966) et Cassius le grand de William Klein,,.
En 1964, Delpire publie La Tour Eiffel, un album conçu à partir d'un texte de Roland Barthes.

### Un publicitaire
Les activités éditoriales et artistiques de Robert Delpire sont rendues possibles, financièrement, grâce à l'agence de publicité, qu'il crée au début des années 1960. Cette agence emploie jusqu'à 140 personnes et pour les publicités, Delpire fait travailler ses photographes favoris tels Marc Riboud, William Klein ou Sarah Moon, qui deviendra son épouse. Les portraits de femmes romantiques réalisés par Sarah Moon pour Cacharel sont remarqués. 
L'amitié entre Pierre Bercot, président de Citroën, et Robert Delpire, vaut à ce dernier de voir son agence chargée pendant près de quinze ans de la communication et de la publicité de la société Automobiles Citroën,, pour qui elle réalise de nombreux catalogues, marquant par leur esthétique en matière de graphisme et de photographie. Elle travaille aussi pour BNP et L'Oréal. 
En 1976, l'agence de publicité Delpire est vendue à la société RSCG, dont l'un des associés, Jacques Séguéla, avait collaboré, quelques années auparavant, à l'agence Delpire.

### Le Centre national de la photographie
En 1982, Jack Lang confie à Robert Delpire la création du Centre national de la photographie (CNP),. Directeur du CNP jusqu'en 1996,, il y organise plus de 150 expositions dans les 2 000 mètres carrés du Palais de Tokyo, qui devient le premier grand musée de France consacré à la photographie. Par le choix des expositions, il manifeste son goût pour la photographie classique et narrative qu'il préfère à une photographie conceptuelle se rapprochant de l'art contemporain. 
Comme directeur du CNP, Delpire crée et dirige la collection « Photo Poche », collection de livres de petit format, à la couverture noire, à prix modéré et présentant des monographies de photographes. Certains numéros de la collection sont de véritables succès de librairie, se vendant à plusieurs centaines de milliers d'exemplaires, comme celui consacré à Robert Doisneau ou celui sur Henri Cartier-Bresson,. Delpire conservera la direction de la collection « Photo Poche » lorsque celle-ci sera reprise par Nathan puis par Actes Sud,.
Robert Delpire est mort à Paris 14e, à l'âge de 91 ans,.

## Reconnaissance et hommages

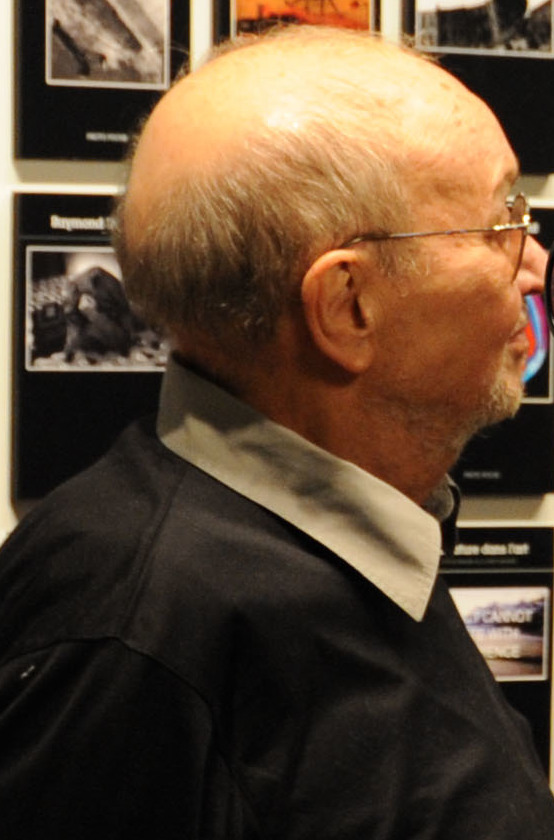
Rétrospective Robert Delpire à la Maison Européenne de la Photographie, Paris.

En 1995, Robert Depire reçoit la médaille du centenaire de la Royal Photographic Society, il est lauréat du prix pour l'œuvre d'une vie en 1997 et du prix culturel de la Société allemande de photographie en 2007.
En 2009, les Rencontres d'Arles et la Maison européenne de la photographie lui consacrent une exposition, « Delpire & Cie » ; cette exposition est présentée à Arles puis à Paris,.

## Publication
- Revue NEUF, réédition fac-similé des neuf numéros de 1950 à 1953, delpire & co 2021
- C'est de voir qu'il s'agit, choix de textes et introduction par Michel Christolhomme, éditions Delpire 2017

#### Presse
- Cécile Boulaire (dir.) et Annie Renonciat (dir.), « Robert Delpire, éditeur », Strenæ, no 1,‎ 2010 (lire en ligne)
- Patrick Roegiers, « Robert Delpire, un homme pressé », Clichés, n° 22, décembre 1985
- Elvire Perego, L'intervista, Conversation avec Robert Delpire, Fotologia, n°20, 1999
- (en) Jeffrey Ladd, « Master of the Photobook: Robert Delpire's Long and Legendary Influence », sur Time, 9 mai 2012 (consulté le 13 avril 2016)
- Michel Lagarde, « Robert Delpire. Un artiste du regard », La Revue des livres pour enfants, no 298,‎ 2017, p. 208-209 (lire en ligne, consulté le 2 mars 2025)